# 格劳镇区
格劳镇区是缅甸掸邦格劳县下辖的一个镇区，治所位于格劳。